# Gare de Zhengzhou
La Gare de Zhengzhou (chinois simplifié : 郑州站 ; chinois traditionnel : 鄭州站 ; pinyin : zhèngzhōuzhàn) est une gare ferroviaire de voyageurs dans le district d'Erqi, à Zhengzhou, dans la province du Henan en Chine. Elle est située dans le centre-ville, à environ 1 km au Sud-Ouest de la Tour commémorative d'Erqi. Cette gare fait la jonction entre la ligne de chemin de fer Beijing-Guangzhou et la ligne Longhai. Elle est l'une des gares les plus fréquentées de Chine, ce qui lui vaut le surnom de « Cœur du réseau ferroviaire chinois »[réf. nécessaire].

## Histoire
Ouverte en 1904, la gare était sur la ligne Pékin-Hankou (qui fait maintenant partie de la ligne Pékin-Canton). Lors de sa mise en service, la gare n'avait qu'une seule plate-forme et quatre voies. En 1908, le chemin de fer Kaifeng-Luoyang (qui fait maintenant partie de la ligne Longhai) a été mis en service, faisant de cette gare un important carrefour ferroviaire.
En 1913, la gare a été renommée « Gare ferroviaire du comté de Zheng ». Des guichets et des plates-formes couvertes ont été mis en service en 1928, et la zone de fret a été construite en 1932.
En février 1938, pendant la seconde guerre sino-japonaise, la gare a été gravement endommagée par une frappe aérienne de l'armée japonaise. Les voies entre Zhengzhou et Zhongmu ont été détruites en mai 1938 par une inondation. Les services ont donc été suspendus.
La gare a été prise par l'armée populaire de libération en 1948. Le Bureau d'administration ferroviaire de Zhengzhou a été créé peu après en mars 1949.
En octobre 1952, Mao Zedong visite la gare. Il ordonne à Teng Daiyuan, alors ministre des Chemins de fer, de faire de cette gare « la gare de passagers la plus grande et la plus complète d'Extrême-Orient ». Elle est alors agrandie plusieurs fois au cours des décennies suivantes. La gare de fret a été déplacée vers l'Est, à Erligang en 1953 pour établir une nouvelle gare de fret, tandis que la zone de triage a été séparée de la gare en 1962 pour former l'actuelle gare de Zhengzhou (nord). Depuis, la gare de Zhengzhou est devenue une gare dédiée aux passagers. Le bâtiment principal de la gare a été achevé en 1959 et des auvents ont été ajoutés aux quais dans les années 1970.
La gare est grandement rénovée à partir de 1987. Les salles d'attente surélevées ont été mises en service en janvier 1992. L'ensemble du projet a duré 12 ans et s'est achevé en 1999 avec l'ouverture du nouveau bâtiment de la gare principale (l'actuel bâtiment à l'Est de la gare).
Pour atténuer la pression du trafic sur la place et dans la gare, l'édification d'un bâtiment et d'une place est planifiée. Le chantier débute en 2007. Ce nouveau bâtiment, étiqueté « Ouest », est mis en service en 2010.
Le 28 décembre 2013, l'ouverture de la ligne 1 du métro de Zhengzhou permet de relier le métro et la gare par l'entrée Ouest.
Le chemin de fer interurbain Zhengzhou-Jiaozuo est entré en service en 2015, faisant de la gare un carrefour ferroviaire intégré avec des services de trains longue distance, de trains à grande vitesse et de trains inter-urbains conventionnels.

Photographies historiques de la gare
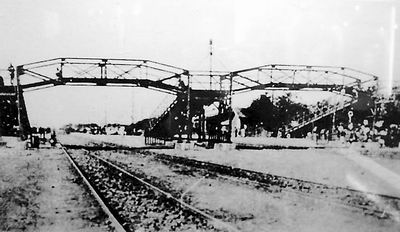
La gare en 1911.
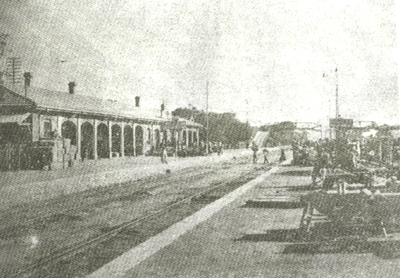
La gare en 1923.
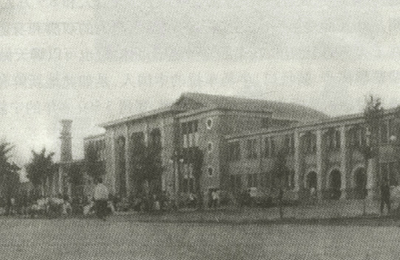
La gare en 1954.

## L'organisation de la gare
La gare est composée de deux bâtiments : l'un côté Est et l'autre côté Ouest. Ils couvrent une superficie totale de 144 000 m2 et sont reliés par un passage. Ils contiennent dix salles d'attente pour les passagers sur le départ. Deux tunnels ont été construits pour assurer une meilleure circulation des passagers à leur arrivée.

### Bâtiment Est

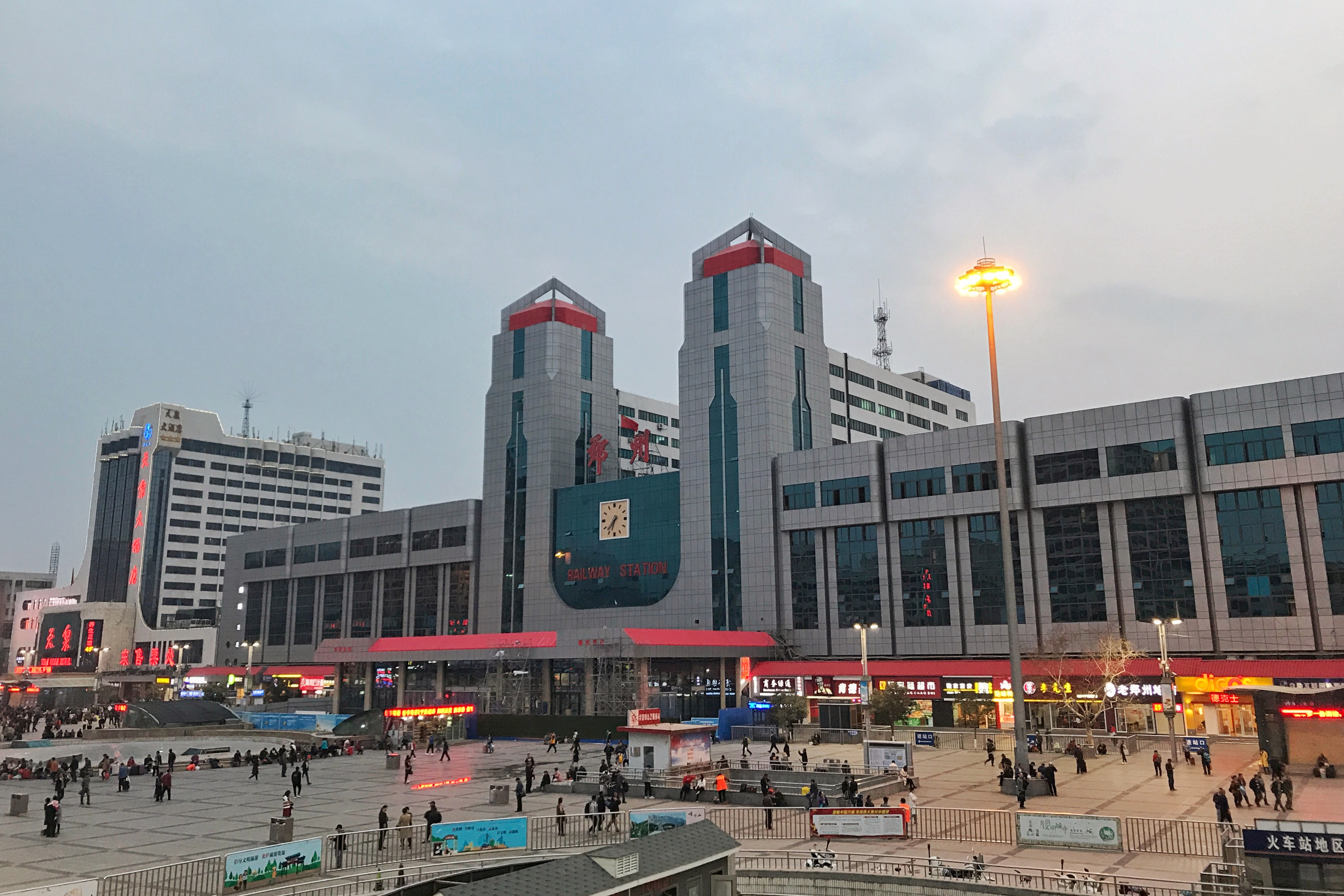
Le bâtiment Est de la gare.

Le bâtiment Est est également appelé le bâtiment principal de la gare[réf. nécessaire]. Il s'élève à 63,3 m et compte une superficie de plus de 40 000 m2. La billetterie se situe dans la partie Sud au 1er étage et comprend 68 guichets. L'entrée principale se trouve dans la partie centrale au 1er étage, avec quatre escaliers mécaniques, deux ascenseurs et deux escaliers menant vers les salles d'attente surélevées, numérotées 7 et 8, et situées au 2e étage.

### Bâtiment Ouest

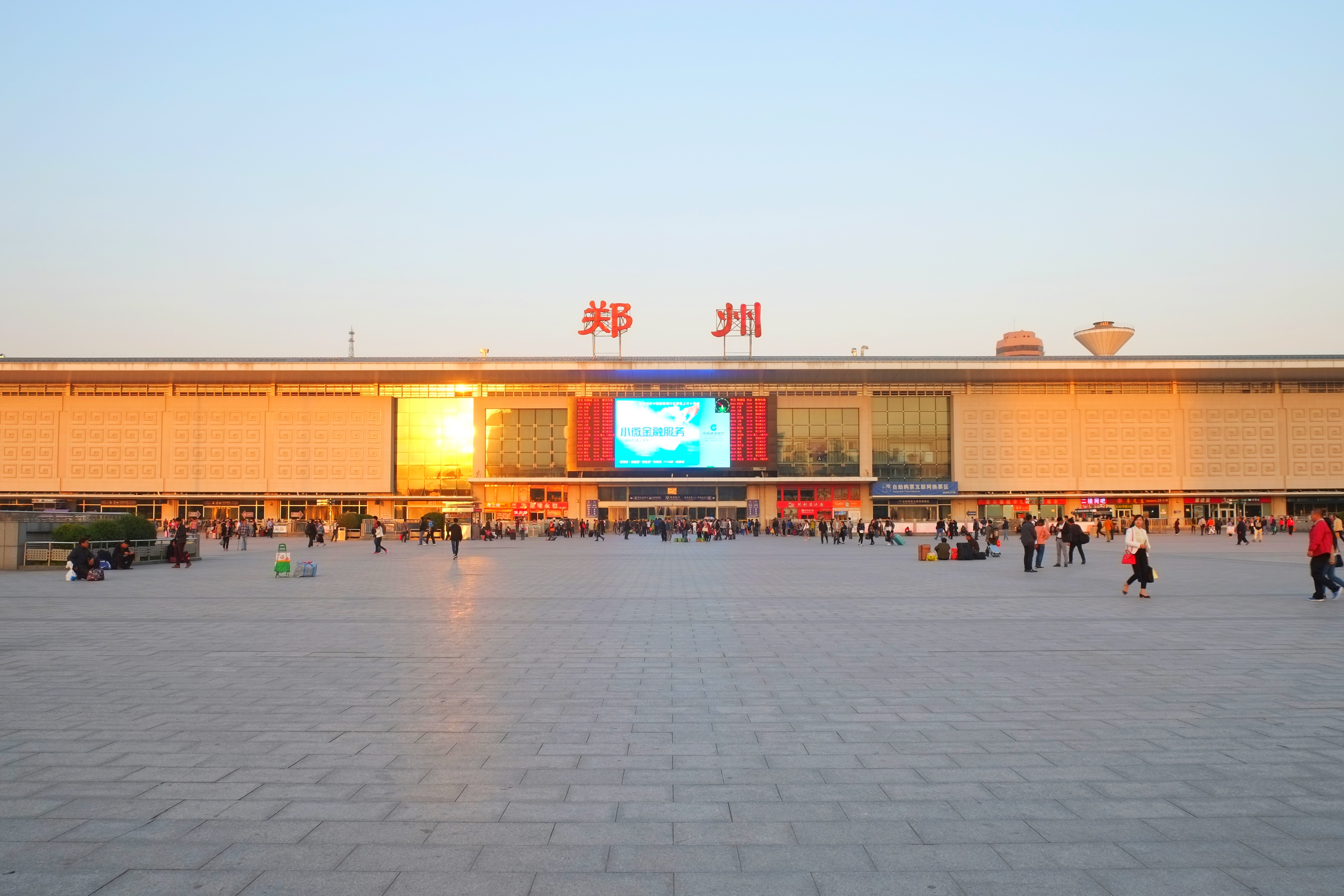
Le bâtiment Ouest de la gare.

Le bâtiment Ouest de la gare est à l'ouest des quais. Il couvre une superficie de 11 774 m2 et abrite des guichets, des restaurants et des magasins.

### Plates-formes et voies
La gare compte 13 quais et 20 voies, dont 13 voies pour les quais correspondants. 3 voies sont des tiroirs de manœuvre et 4 voies sont des voies de passage pour les trains de marchandise traversant la gare. Il n'y a pas de voie de passage pour les trains de voyageurs.

## Station de métro

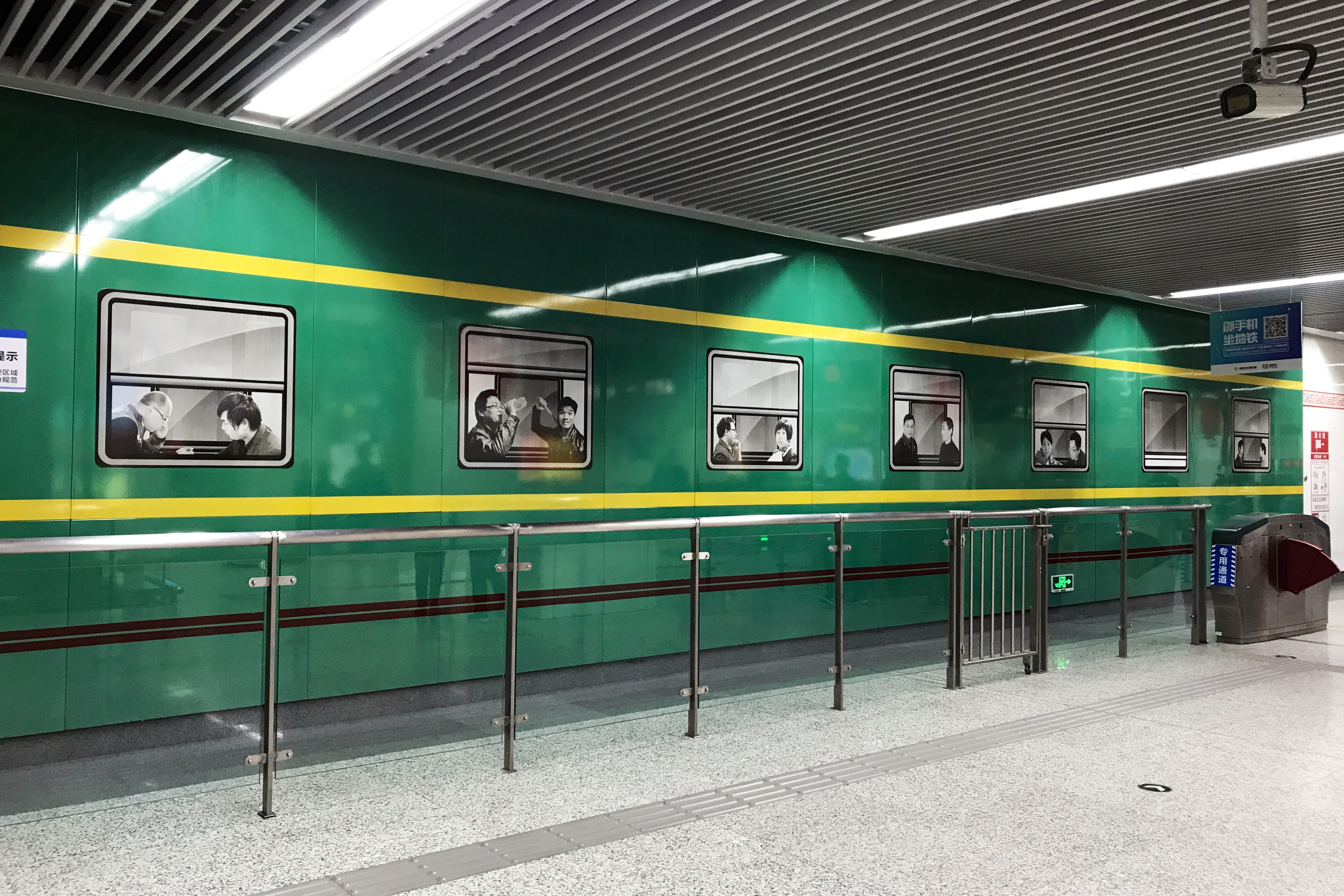
Une peinture murale dans le hall de la station de métro représentant un wagon de train vert olive typique en Chine.

La Gare de Zhengzhou est une station de métro de la ligne 1 du métro de Zhengzhou situé sous la place Ouest.
Un des murs du hall de la station est décoré comme un ancien wagon chinois de couleur typique vert olive.

### Développement futur
Une fois terminée, la ligne 10 desservira également la gare de Zhengzhou.

## Terminaux de bus
La gare est un important centre de transports en commun urbains. Plusieurs terminaux de bus se trouvent autour :  
- la gare ferroviaire Terminus nord sur le côté nord de la place Est ;
- le Terminus sud de la gare sur le côté sud de la place Est ;
- la gare (Yima Road) sur Yima Road, sur le côté sud de la place Est ;
- la gare Ouest Plaza sur la place Ouest.

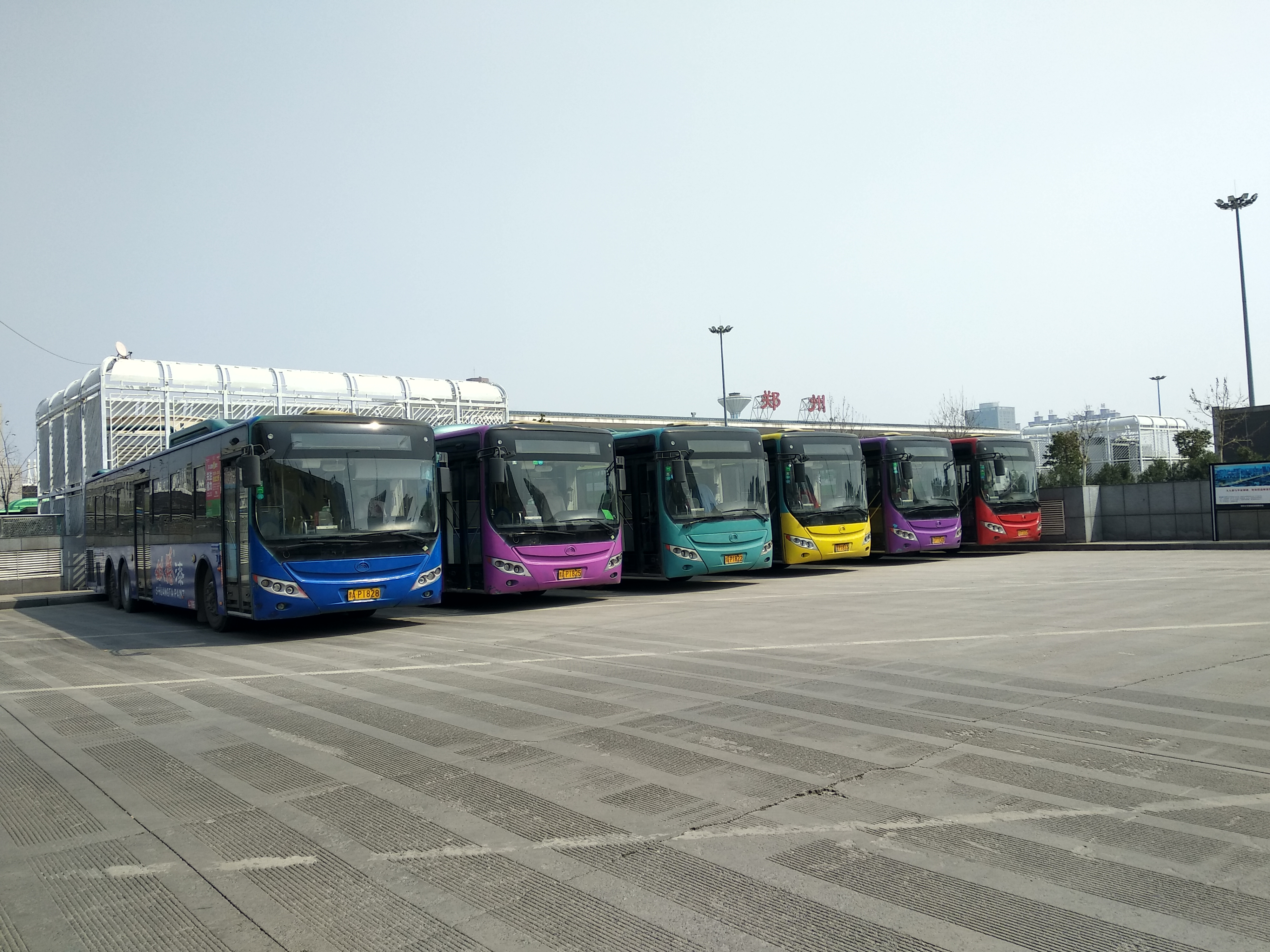
Bus au terminal de la place Ouest.
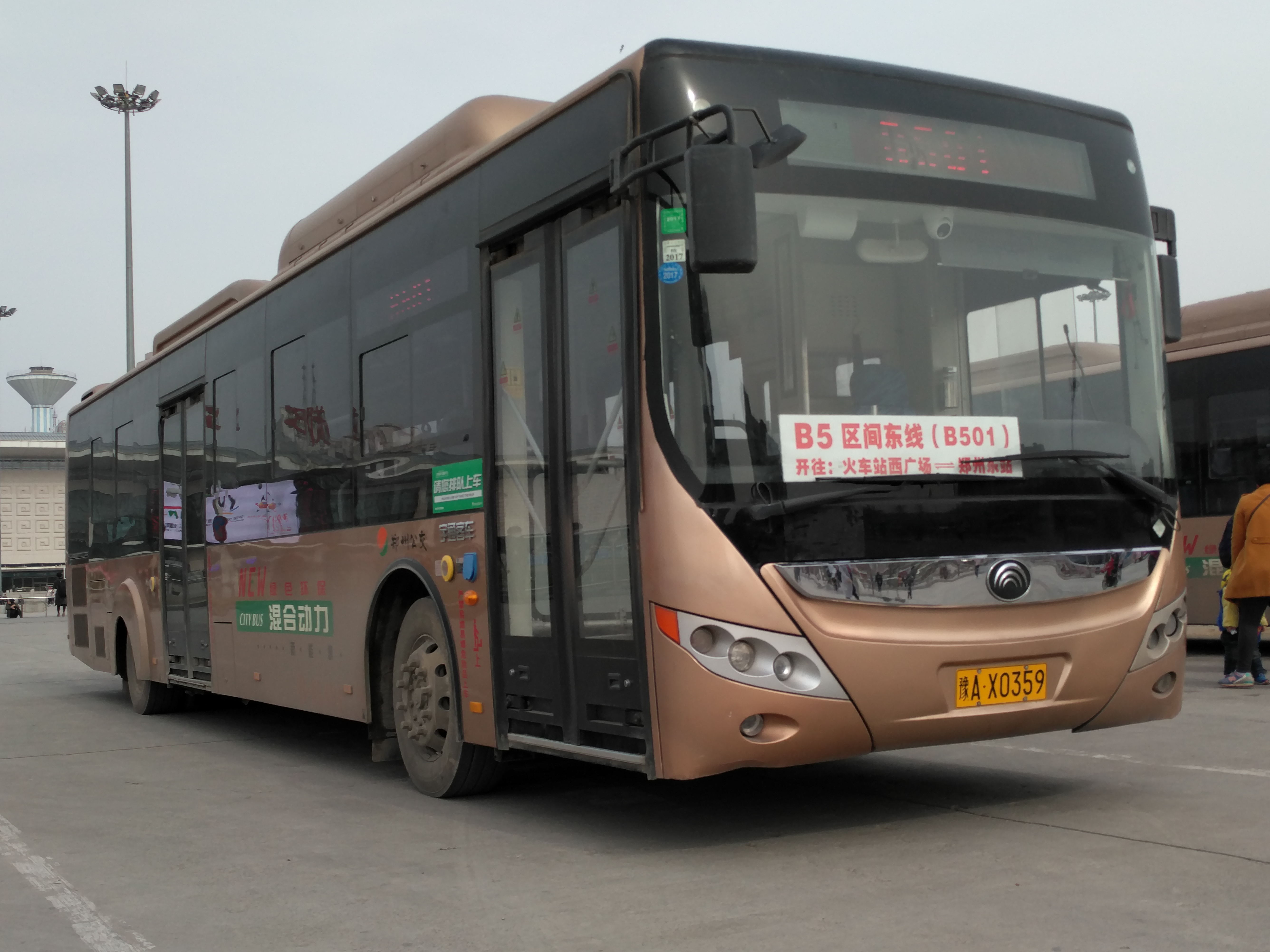
Un bus Zhengzhou BRT Route B501 au terminal de la place Ouest.
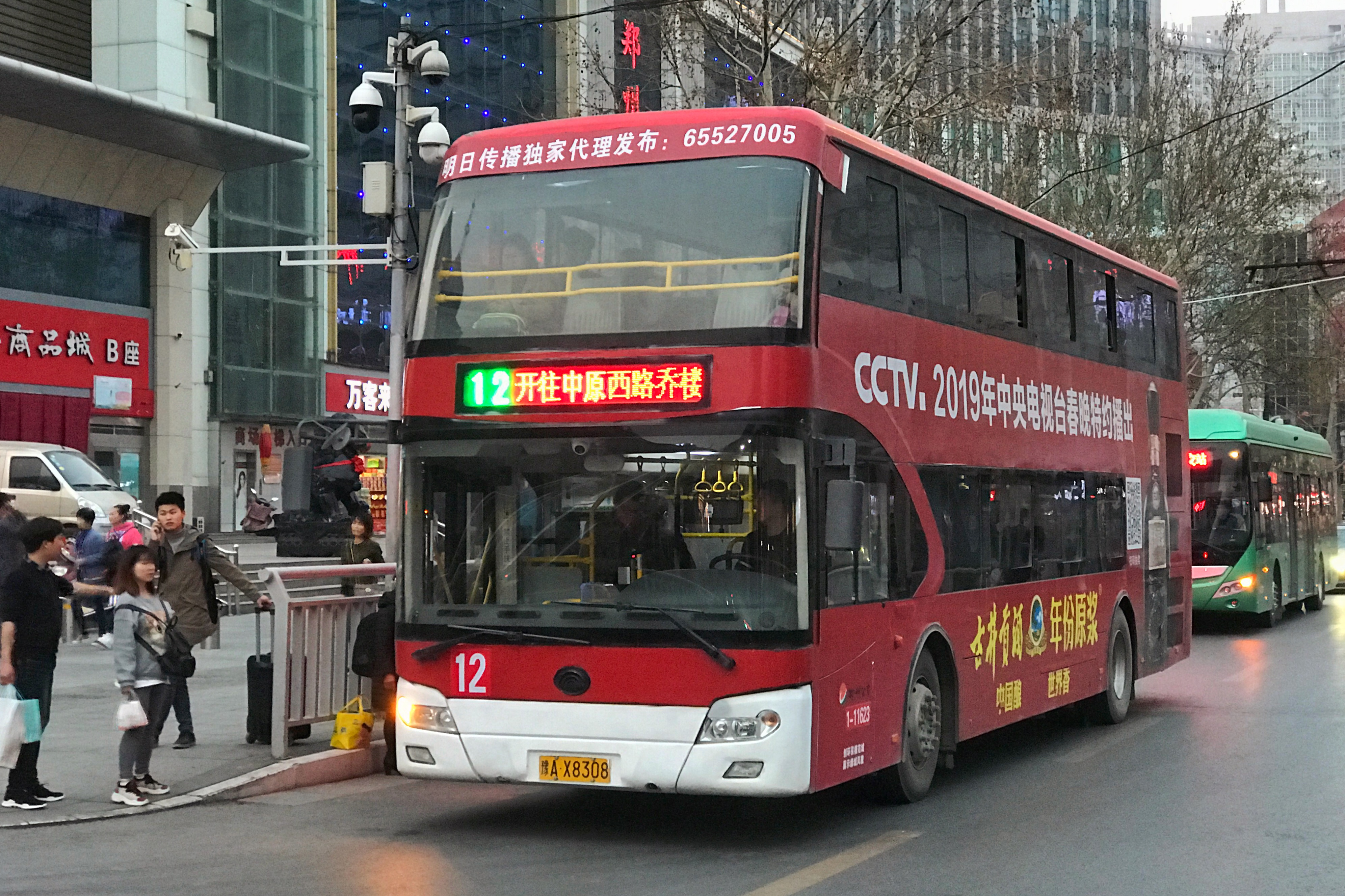
Un bus à impériale sur la route 12 au terminus nord sur la place Est.

## Voir également
- Gare de Zhengzhou-Est : la principale gare ferroviaire à grande vitesse de Zhengzhou
- Gare de Zhengzhou-Sud : en construction, la gare centrale prévue pour la ligne à grande vitesse Zhengzhou – Wanzhou et la ligne à grande vitesse Zhengzhou – Hefei
- Gare de Zhengzhou-Ouest : une gare à grande vitesse sur la ligne à grande vitesse Xuzhou – Lanzhou